# Sendero de Kokoda

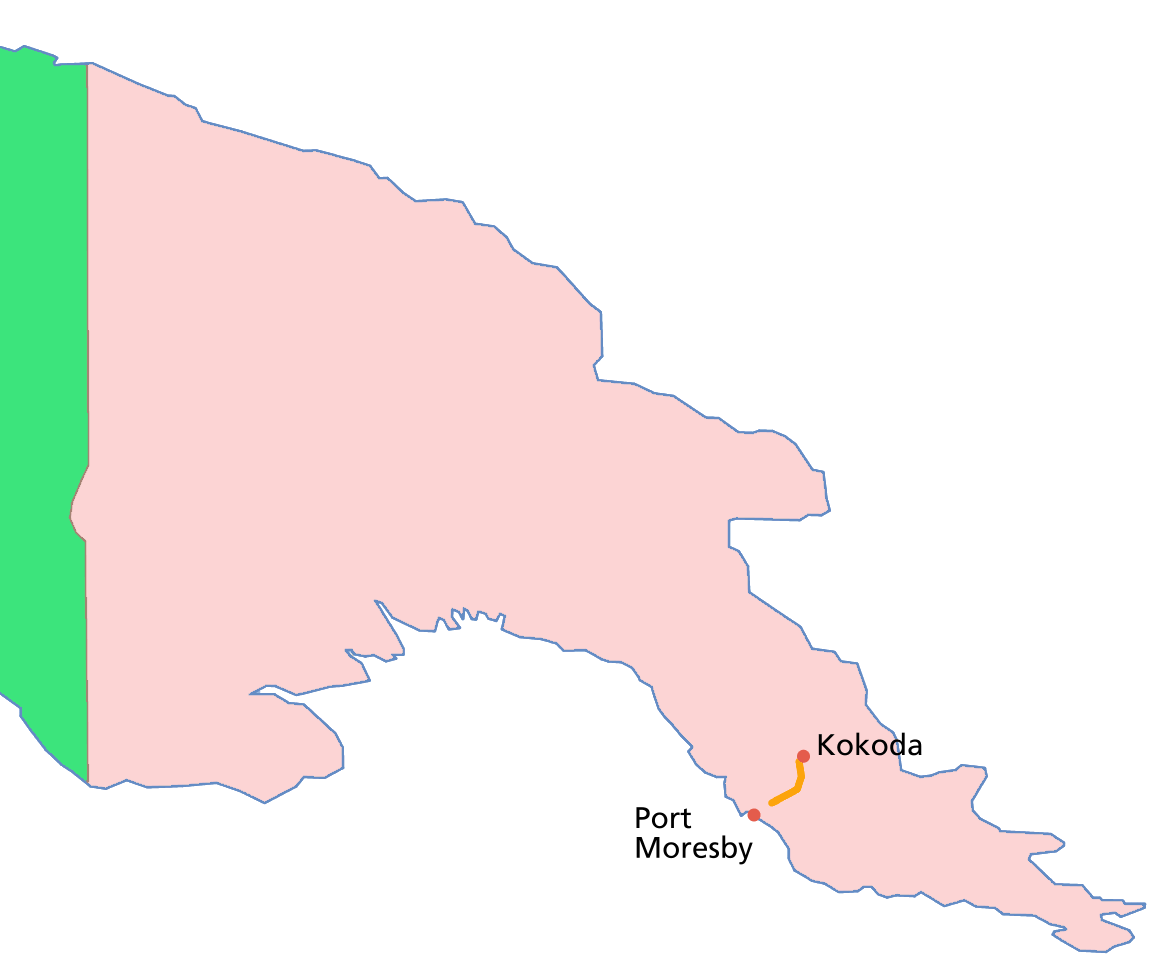
Ubicación del Sendero de Kokoda en Papúa Nueva Guinea

El Sendero o el Camino de Kokoda (Kokoda Track o Kokoda Trail en inglés) es un camino de una sola fila de 96 kilómetros de longitud (60 en línea recta) que cruza la cordillera de Owen Stanley en Papúa Nueva Guinea. Es famoso por cruzar uno de los territorios más inhóspitos del planeta y haber sido el lugar de la batalla de la Segunda Guerra Mundial del mismo nombre.
El sendero comienza en Owers Corners, a 50 kilómetros al este de Port Moresby, y termina en Kokoda, en la provincia de Oro.
- Datos: Q1424748
- Multimedia: Kokoda Trail / Q1424748